# Antoine-Philibert Marchant
Antoine Philibert Marchant (Maubeuge, 27 januari 1796 – Amiens, 11 september 1859) was een Frans politicus ten tijde van het Tweede Franse Keizerrijk.

## Biografie
Antoine-Philibert Marchant studeerde rechten en vestigde zich nadien in Maubeuge als notaris. Hij werd in 1830 gemeenteraadslid in deze stad. In 1831 werd hij departementsraadslid van het Noorderdepartement en werd tweemaal voorzitter van deze departementsraad. Van 1838 tot de staatsgreep van 2 december 1851 was hij volksvertegenwoordiger.
Op 26 januari 1852 was d'Audiffret een van de 84 persoonlijkheden die door keizer Napoleon III werden benoemd tot senator. Hij zou in de Senaat blijven zetelen tot zijn overlijden in 1859.
Hij werd onderscheiden als officier in het Legioen van Eer bij decreet van 30 juli 1858.